# Imaginary
«Imaginary» — п'ятий сингл першого студійного альбому американської рок-групи «Evanescence» — «Fallen», який вийшов 7 червня 2004 року лише в Іспанії як радіо-сингл. Проте на теперішній момент пісню можна купити в будь-якому інтернет-магазині. Пісня написана Емі Лі та Беном Муді. Зйомки відеокліпу не були заплановані. На іспанському чарті Top Singles Chart пісня посіла 17 місце.
Гурт створив пісню «Imaginary» в перші роки свого існування. Вперше вона ввійшла до міні-альбому «Evanescence EP» в 1998 році. З того часу було записано близько 7 версій. За словами Емі Лі, пісня присвячується пошукам місця поза буденним життям, щоб уникнути особистих проблем.

## Список пісень
| CD-сингл | CD-сингл    | CD-сингл         | CD-сингл   |
| #        | Назва       | Автор            | Тривалість |
| -------- | ----------- | ---------------- | ---------- |
| 1.       | «Imaginary» | Емі Лі, Бен Муді | 4:17       |

Версії
1. «Imaginary» (версія Fallen/Mystary EP) — 4:17
2. «Imaginary» (версія Origin) — 3:31
3. «Imaginary» (версія Evanescence EP) — 4:01[1]
4. «Imaginary» (демо-версія #1) — 3:18
5. «Imaginary» (демо-версія #2) — 3:27
6. «Imaginary» (версія Anywhere but Home) — 5:25
7. «Imaginary» (концертна версія Evanescence EP)
8. «Imaginary» (концертна версія 2006-2007) — 4:10
9. «Imaginary» (акустика) — 3:55
10. «Imaginary» (із великим інтро) — 5:09

## Чарти
Тижневі чарти
| Чарт (2004)                                | Позиція |
| ------------------------------------------ | ------- |
| Іспанія (Los 40 Principales3) (PROMUSICAE) | 18      |